# جبهة تحرير ظفار
تأسست جبهة تحرير ظفار في يونيو 1965، نالت الجبهة في بداية نشاطها الثوري الدعم من الجمهورية العربية المتحدة ومن المملكة العربية السعودية، وانحلت جبهة تحرير ظفار في 1968 بعد ان عُقد مؤتمر الجبهة الثاني «مؤتمر حمرين» الذي أعلن فيه تبني الجبهة للأشتراكية العلمية واتخاذ العنف الثوري مبداء للتوسع وتم تغيير مسمى الجبهة ل الجبهة الشعبية لتحرير الخليج العربي المحتل وقد تدفقت عليها المساعدات من الاتحاد السوفياتي والصين الشعبية وألمانيا الشرقية وكوريا الشمالية وكوبا ، وكانت تصل إليها عبر حدودها مع اليمن الجنوبي التي يبلغ طولها (960) كيلومتراً. خَلَفَت الجبهةَ، منظماتٌ أخرى منها : في سبتمبر 1968 الجبهة الشعبية لتحرير الخليج العربي المحتل، وفي ديسمبر 1971 الجبهة الشعبية لتحرير عمان والخليج العربي، وفي عام 1974 الجبهة الشعبية لتحرير عمان.

## قادة الجبهة
وكان من أبرز قادة الجبهة الجدد بعد مؤتمرها الثاني سنة :1968 محمد الغساني، وعبد العزيز القاضي، وسالم أحمد الغساني (طلال سعد) ، وأحمد عبد الصمد، وعبد الحافظ جمعان، وحمدان سيف الظوياني